# Юшко, Игорь Олегович
И́горь Оле́гович Юшко́ (укр. Ігор Олегович Юшко; род. 21 августа 1961, Жданов, Сталинская область) — украинский финансист, политик, государственный деятель.

## Биография
Закончил Ждановский металлургический (1983) и Харьковский инженерно-экономический (1987) институты.
В 1983—1992 годах работал на металлургическом комбинате «Азовсталь»: разливщик стали, мастер, старший мастер, ведущий инженер.
С 1992 года — в банковской сфере: первый заместитель председателя, председатель правления Первого украинского международного банка (г. Донецк).
С марта 1998 по апрель 2002 года — народный депутат Украины 3-го созыва по мажоритарному округу. Заместитель председателя Комитета ВР по финансам и банковской деятельности (1998—2001).
Член совета Национального банка Украины (2000).
Декабрь 2001 — назначен государственным секретарем Министерства финансов Украины, через 3 недели — министром финансов в правительстве Анатолия Кинаха, позже — советником премьер-министра Украины Виктора Януковича.
Впоследствии возглавлял наблюдательные советы «Укрсоцбанка» и страховой компании «Оранта», был вице-президентом корпорации «Интерпайп».
С ноября 2008 года — председатель правления публичного акционерного общества «Дочерний банк Сбербанка России».
С 22 марта 2010 по 24 февраля 2014 года — советник Президента Украины (вне штата).